# Lista de prefeitos de Pouso Alegre
Esta é uma lista dos prefeitos do município mineiro de Pouso Alegre.
Em 1701, a região em que fica Pouso Alegre servia de descanso para os bandeirantes, marco inicial da história da cidade. Um aventureiro chamado Antônio de Araújo Lobato teria sido o primeiro habitante do lugar e, mais tarde, teria passado as terras para João da Silva, que dedicou-se à lavoura às margens do Rio Mandu. Ele doou o terreno para a construção da primeira capela do lugarejo, por volta de 1795.
O primeiro nome que a povoação teve foi o de Matosinho do Mandu, que começou a desenvolver-se com a descoberta das minas de Santana. O nome Pouso Alegre passaria a ser utilizado em 1797, após uma visita de Dom Bernardo José de Lorena, Conde de Sarzedas.
Na ocasião, transferido da Capitania de São Paulo para a de Minas Gerais, encontrou-se com José Carneiro de Miranda, o Juiz de Fora da Campanha, no local onde hoje fica a cidade. A nomenclatura teria surgido, supostamente, por conta da beleza do local que os teria fascinado.
Em 1810, Pouso Alegre torna-se freguesia e, 21 anos depois, emancipa-se de Campanha, ao ser elevada à categoria de vila, em 1831. O título de cidade seria concedido quase duas décadas mais tarde, em 1848.
O Município de Pouso Alegre é governado por dois Poderes: o Executivo — chefiado pelo prefeito — e o Legislativo — representado pela Câmara Municipal. Também é permitido o exercício direto do poder público pelo povo, por meio de referendos e plebiscitos, além da apresentação de projetos de lei de iniciativa popular.  A atual Lei Orgânica do Município de Pouso Alegre foi promulgada em 1990, acrescida das alterações resultantes de posteriores emendas.
A lista abaixo baseia-se, sobretudo, na Galeria de Prefeitos da Câmara Municipal de Pouso Alegre. João Tavares Corrêa Beraldo (mais tarde, também ocupou o cargo de interventor de Minas Gerais) foi o primeiro agente político a assumir o cargo de prefeito, em 1931. Anteriormente, a chefia do Poder Executivo cabia ao presidente da Câmara. A numeração dos prefeitos utilizada nesta lista contempla os ocupantes do cargo em definitivo, sendo excluídos os prefeitos interinos.

## Presidentes da Câmara e Chefes do executivo[7]

### Período imperial
| Nº | Nome                            | Imagem | Início do mandato | Fim do mandato | Observações                                          | Referências |
| -- | ------------------------------- | ------ | ----------------- | -------------- | ---------------------------------------------------- | ----------- |
| 1  | Mariano Pinto Tavares           |        | 1832              | 1832           | Presidente da Câmara Municipal e Chefe do Executivo. |             |
| 2  | João Dias de Quadros Aranha     |        | 1833              | 1842           | Presidente da Câmara Municipal e Chefe do Executivo. |             |
| 3  | Antônio Modesto Mayer           |        | 1843              | 1844           | Presidente da Câmara Municipal e Chefe do Executivo. |             |
| 4  | João Dias de Quadros Aranha     |        | 1845              | 1850           | Presidente da Câmara Municipal e Chefe do Executivo. |             |
| 5  | José Antônio de Freitas Lisboa  |        | 1851              | 1852           | Presidente da Câmara Municipal e Chefe do Executivo. |             |
| 6  | João Dias Ferraz da Luz         |        | 1853              | 1854           | Presidente da Câmara Municipal e Chefe do Executivo. |             |
| 7  | Antônio Modesto Mayer           |        | 1855              | 1861           | Presidente da Câmara Municipal e Chefe do Executivo. |             |
| 8  | Antônio José Silveira Leite     |        | 1862              | 1863           | Presidente da Câmara Municipal e Chefe do Executivo. |             |
| 9  | José Antônio de Freitas Lisboa  |        | 1864              | 1864           | Presidente da Câmara Municipal e Chefe do Executivo. |             |
| 10 | Antônio Moniz Barreto           |        | 1865              | 1865           | Presidente da Câmara Municipal e Chefe do Executivo. |             |
| 11 | Antônio Gonçalves Martins       |        | 1866              | 1867           | Presidente da Câmara Municipal e Chefe do Executivo. |             |
| 12 | Antônio Moniz Barreto           |        | 1868              | 1868           | Presidente da Câmara Municipal e Chefe do Executivo. |             |
| 13 | João Cassiano Sam Thiago        |        | 1869              | 1873           | Presidente da Câmara Municipal e Chefe do Executivo. |             |
| 14 | Antônio Moniz Barreto           |        | 1874              | 1877           | Presidente da Câmara Municipal e Chefe do Executivo. |             |
| 15 | Francisco Luís da Veiga         |        | 1878              | 1880           | Presidente da Câmara Municipal e Chefe do Executivo. | [ 8 ]       |
| 16 | José Joaquim Vieira de Carvalho |        | 1881              | 1881           | Presidente da Câmara Municipal e Chefe do Executivo. |             |
| 17 | Urbano Dias Ferraz da Luz       |        | 1882              | 1882           | Presidente da Câmara Municipal e Chefe do Executivo. |             |
| 18 | Luiz José de Almeida Queiroz    |        | 1883              | 1885           | Presidente da Câmara Municipal e Chefe do Executivo. |             |
| 19 | Joaquim Leonel de Azevedo       |        | 1886              | 1886           | Presidente da Câmara Municipal e Chefe do Executivo. |             |
| 20 | Urbano Dias Ferraz da Luz       |        | 1887              | 1891           | Presidente da Câmara Municipal e Chefe do Executivo. |             |

### Período republicano
| Nº | Nome                             | Imagem | Partido | Início do mandato    | Fim do mandato   | Observações                                          | Referências  |
| -- | -------------------------------- | ------ | ------- | -------------------- | ---------------- | ---------------------------------------------------- | ------------ |
| 1  | José Joaquim Vieira de Carvalho  |        | PRM     | 1892                 | 1904             | Presidente da Câmara Municipal e Chefe do Executivo. | [ 9 ] [ 10 ] |
| 2  | Octávio Meyer                    |        | PRM     | 2 de Janeiro de 1905 | 1º de Junho 1912 | Presidente da Câmara Municipal e Chefe do Executivo. | [ 9 ] [ 10 ] |
| 3  | Eduardo Carlos Vilhena do Amaral |        | PRM     | 1912                 | 1921             | Presidente da Câmara Municipal e Chefe do Executivo. | [ 11 ]       |
| 4  | Olavo Gomes de Oliveira          |        | PRM     | 1922                 | 1926             | Presidente da Câmara Municipal e Chefe do Executivo. | [ 9 ] [ 10 ] |
| 5  | João Tavares Corrêa Beraldo      |        | PRM     | 1927                 | 1931             | Presidente da Câmara Municipal e Chefe do Executivo. | [ 11 ]       |

## Prefeitos[6]
| Cor    | Significado                                                                           |
| Verde  | Mandatários titulares eleitos por votação direta                                      |
| Marrom | Mandatários que ascenderam à prefeitura, em caráter definitivo, pela linha sucessória |
| Azul   | Mandatários interinos                                                                 |
| Bege   | Mandatários nomeados                                                                  |

| Nº | Nome                              | Imagem               | Partido                      | Início do mandato       | Fim do mandato                                                        | Observações | Referências          |
| -- | --------------------------------- | -------------------- | ---------------------------- | ----------------------- | --------------------------------------------------------------------- | --- | -------------------- |
| 1  | João Tavares Corrêa Beraldo       |                      | PRM (até 1932) PP            | 30 de janeiro de 1931   | 31 de janeiro de 1933                                                 | Nomeado pelo interventor de Minas Gerais. | [ 12 ] [ 11 ] [ 13 ] |
| 2  | José de Paiva Coutinho Sapucahy   |                      | PP                           | 19 de março de 1933     | 19 de agosto de 1935                                                  | Nomeado pelo interventor de Minas Gerais. | [ 12 ] [ 14 ] [ 15 ] |
| 3  | Antonio Corrêa Beraldo            |                      | PP                           | 19 de agosto de 1935    | 22 de julho de 1937                                                   | Nomeado pelo interventor de Minas Gerais. | [ 12 ] [ 14 ] [ 15 ] |
| 4  | Tuany Toledo                      |                      | PP (até 1937) –              | 22 de julho de 1937     | 10 de novembro de 1941                                                | Nomeado pelo interventor de Minas Gerais. | [ 12 ] [ 14 ] [ 15 ] |
| 5  | José Antônio de Vasconcelos Costa |                      | –                            | 12 de dezembro de 1941  | 1943                                                                  | O Museu Tuany Toledo não possui em seu acervo registros precisos do dia e mês do fim do mandato. Nomeado pelo interventor de Minas Gerais.                                                      | [ 19 ] [ 6 ] [ 12 ]  |
| 6  | Osvaldo Mendonça                  |                      | –                            | 1943                    | 1945                                                                  | O Museu Tuany Toledo não possui em seu acervo registros precisos do dia e mês do início e fim do mandato. Nomeado pelo interventor de Minas Gerais.                                             | [ 6 ] [ 12 ]         |
| 7  | José da Costa Rios Filho          |                      | PSD                          | 1º de janeiro de 1947   | 24 de dezembro de 1947                                                | Nomeado pelo interventor de Minas Gerais. | [ 12 ] [ 20 ] [ 21 ] |
| 8  | Alvarim Veira Rios                |                      | UDN                          | 25 de dezembro de 1947  | 31 de janeiro de 1951                                                 | Primeiro prefeito eleito. | [ 6 ] [ 12 ]         |
| 9  | Custódio Ribeiro de Miranda       |                      | PSD                          | 31 de janeiro de 1951   | 31 de janeiro de 1956                                                 | | [ 12 ]               |
| 10 | Antonio de Barros Lisboa          |                      | PSD                          | 31 de janeiro de 1956   | 31 de janeiro de 1959                                                 | | [ 12 ]               |
| 11 | Jorge Antonio Andere              |                      | PR                           | 31 de janeiro de 1959   | 31 de janeiro de 1963                                                 | | [ 12 ]               |
| 12 | Candido Garcia Machado            |                      | UDN                          | 31 de janeiro de 1963   | 31 de janeiro de 1967                                                 | | [ 12 ]               |
| —  | Fernando de Barros                |                      | UDN                          | 10 de janeiro de 1967   | 31 de janeiro de 1967                                                 | Assumiu a prefeitura por 20 dias, devido a licença do titular do cargo, Candido Garcia Machado, por motivo de saúde e a renúncia do vice-prefeito Murilo Coutinho.                              | [ 6 ] [ 22 ] [ 23 ]  |
| 13 | Jorge Antonio Andere              |                      | PR                           | 31 de janeiro de 1967   | 1º de maio de 1969                                                    | Cassado por força do AI-5. | [ 6 ] [ 12 ]         |
| 14 | Antonio Duarte Ribeiro            |                      | ARENA                        | 1º de maio de 1969      | 31 de janeiro de 1971                                                 | Com a cassação de Jorge Antonio Andere, em 1969, assumiu o cargo de prefeito. | [ 6 ] [ 12 ]         |
| 15 | Breno José de Carvalho Coutinho   |                      | ARENA                        | 31 de janeiro de 1971   | 31 de janeiro de 1973                                                 | | [ 12 ] [ 24 ]        |
| 16 | Simão Pedro Toledo                |                      | ARENA                        | 31 de janeiro de 1973   | 31 de julho de 1976                                                   | | [ 12 ]               |
| 17 | João Batista Rosa                 |                      | ARENA (até 1979) PDS         | 31 de janeiro de 1977   | 15 de maio de 1982                                                    | | [ 25 ] [ 26 ]        |
| 18 | Cândido de Souza                  |                      | PDS                          | 15 de maio de 1982      | 1º de fevereiro de 1983                                               | Presidente da Câmara, em 1982, assumiu a prefeitura, por conta da renúncia de João Batista Rosa — que disputou as eleições para deputado estadual — e do vice-prefeito Adiel Nunes Rosa.        | [ 6 ] [ 27 ]         |
| 19 | Simão Pedro Toledo                |                      | PDS                          | 1º de fevereiro de 1983 | 31 de dezembro de 1988                                                | | [ 12 ]               |
| —  | Evaristo Toledo                   |                      | PDS                          | 6 de maio de 1988       | 16 de junho de 1988                                                   | Assessor jurídico da Prefeitura, assumiu interinamente o cargo de prefeito devido a viagem de Simão Pedro Toledo à Alemanha.                                                                    | [ 6 ] [ 27 ]         |
| 20 | Jair Siqueira                     |                      | PFL                          | 1º de janeiro de 1989   | 31 de dezembro de 1992                                                | | [ 28 ]               |
| 21 | João Batista Rosa                 |                      | PFL                          | 1º de janeiro de 1993   | 31 de dezembro de 1996                                                | | [ 12 ] [ 29 ] [ 30 ] |
| —  | Francisco Marino Modesto          |                      |                              | 18 de fevereiro de 1993 | 9 de março de 1993                                                    | Vice-prefeito, assumiu temporariamente a Prefeitura durante licença de João Batista Rosa. | [ 6 ]                |
| 22 | Jair Siqueira                     |                      | PPB                          | 1º de janeiro de 1997   | 31 de dezembro de 2000                                                | | [ 28 ] [ 29 ]        |
| 23 | Enéas Castilho Chiarini           |                      | PMDB                         | 1º de janeiro de 2001   | 31 de dezembro de 2004                                                | | [ 29 ] [ 31 ] [ 32 ] |
| 24 | Jair Siqueira                     |                      | PL (até 2006) PR             | 1º de janeiro de 2005   | 15 de junho de 2007                                                   | Cassado pela Câmara Municipal em 15/06/2007, foi reconduzido ao cargo em 15/04/2008 e continuou até o fim do mandato para o qual tinha sido eleito em 2004.                                     | [ 6 ] [ 29 ]         |
| 25 | Luciano Reis da Silva             |                      | PP                           | 16 de junho de 2007     | 12 de julho de 2007                                                   | Vice-prefeito, assumiu a Prefeitura com a cassação de Jair Siqueira. Renunciou em 12/07/2007.                                                                                                   | [ 6 ] [ 33 ]         |
| 26 | Geraldo Cunha Filho               |                      | DEM                          | 15 de julho de 2007     | 15 de abril de 2008                                                   | Presidente da Câmara quando Luciano Reis renunciou, Geraldo Cunha assumiu o cargo de prefeito em 15/07/2007. Permaneceu na função até 15/04/2008, ocasião em que Jair Siqueira foi reconduzido. | [ 6 ] [ 34 ] [ 35 ]  |
| —  | Jair Siqueira                     |                      | PR                           | 15 de abril de 2008     | 31 de dezembro de 2008                                                | Cassado pela Câmara Municipal em 15/06/2007, foi reconduzido ao cargo em 15/04/2008 e continuou até o fim do mandato para o qual tinha sido eleito em 2004.                                     | [ 6 ] [ 29 ]         |
| 27 | Agnaldo Perugini                  |                      | PT                           | 1º de janeiro de 2009   | 31 de dezembro de 2012                                                | |                      |
| 27 | Agnaldo Perugini                  | PT                   | 1º de janeiro de 2013        | 31 de dezembro de 2016  | Primeiro prefeito de Pouso Alegre a se reeleger para o cargo.         | [ 6 ] [ 36 ] [ 37 ] |                      |
| 28 | Rafael Tadeu Simões               |                      | PSDB (até 2020) DEM          | 1º de janeiro de 2017   | 31 de janeiro de 2020                                                 | | [ 38 ] [ 39 ] [ 40 ] |
| 28 | Rafael Tadeu Simões               | DEM (até 2022) UNIÃO | 1º de janeiro de 2021        | 27 de março de 2022     | Renunciou ao cargo para concorrer a uma vaga na Câmara dos Deputados. | [ 41 ] [ 42 ] |                      |
| 29 | José Dimas da Silva Fonseca       |                      | PSDB (até 2024) Republicanos | 27 de março de 2022     | 31 de dezembro de 2024                                                | Vice-prefeito eleito em sufrágio universal, assumiu após a renúncia do titular. | [ 42 ] [ 43 ] [ 44 ] |
| 29 | José Dimas da Silva Fonseca       | Republicanos         | 1º de janeiro de 2025        | Em exercício            |                                                                       | [ 45 ] [ 46 ] [ 47 ] |                      |

### Ex-prefeitos vivos

João Batista Rosa, 29 de janeiro de 1933 (92 anos) – prefeito entre 1977 e 1982, 1993 e 1996
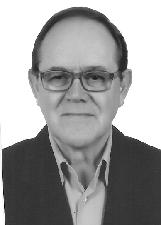
Enéas Castilho Chiarini, 24 de novembro de 1946 (78 anos) – prefeito entre 2001 e 2004
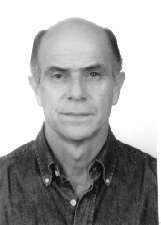
Luciano Reis da Silva, 15 de fevereiro de 1948 (77 anos) – prefeito em 2007
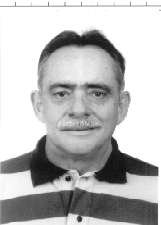
Geraldo Cunha Filho, 25 de janeiro de 1949 (76 anos) – prefeito entre 2007 e 2008
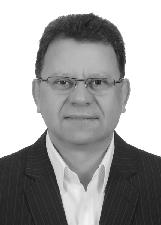
Agnaldo Perugini, 7 de fevereiro de 1959 (66 anos) – prefeito entre 2009 e 2016
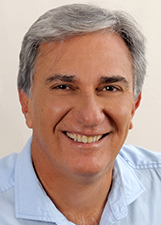
Rafael Tadeu Simões, 29 de novembro de 1964 (60 anos) – prefeito entre 2017 e 2022